# Jules Lapierre (ski de fond)
Pour les articles homonymes, voir Jules Lapierre et Lapierre.
 (janvier 2024).
Jules Lapierre, né le 2 janvier 1996 à Grenoble, est un fondeur français, spécialiste des courses de distance. Vainqueur de la Boarder Line 2025

## Biographie
Originaire de Saint Pierre de Chartreuse, Jules Lapierre commence le ski de fond en compétition à l'age de 13 ans au Ski Nordique Chartreuse, très vite performant sur les courses régionales et nationales, il va par la suite intégrer le Comite de ski de fond du Dauphiné, ou il remportera de nombreux titres nationales.

### Années juniors
Après une première sélection internationale au Festival olympique de la jeunesse européenne en 2013, Jules Lapierre dispute ses premiers Championnats du monde junior lors de l'édition de 2014 à Val di Fiemme où il termine 14e du skiathlon, quatrième du dix kilomètres classique et remporte la médaille d'argent sur le relais, associé à Richard Jouve, Valentin Chauvin et Jean Tiberghien. En 2015, il participe aux championnats du monde junior d'Almaty où il remporte une nouvelle médaille d'argent avec le relais. Il est également 10e du dix kilomètres libre et 7e du skiathlon. En 2016, lors de sa troisième participation aux mondiaux junior, lors de l'édition de Râșnov, il termine 10e du sprint, 21e du dix kilomètres classique et 25e du quinze kilomètres libre. Il remporte une nouvelle médaille avec le relais, le bronze avec Martin Collet, Hugo Lapalus et Camille Laude. Durant ses années juniors, il aura également pris part à de nombreuses coupe d'Europe de fond en enchainant les podiums.

### Années U23/seniors
En 2016-2017, pour sa première année sénior, Lapierre prend part au circuit continental de la Coupe OPA, où il monte sur son premier podium en fin de saison à Saint-Ulrich (Autriche).
Il dispute sa première épreuve de coupe du monde lors de la saison 2017-2018, en décembre à Lillehammer lors d'un skiathlon où il termine 25e, marquant ainsi ses premiers points. Il dispute également deux courses à Toblach, terminant 46e et 48e, puis prend le départ du tour de ski, où son meilleur résultat est une 47e place lors de la poursuite sur un quinze kilomètres libre à Lenzerheide. Il abandonne peu après. Il participe ensuite aux championnats du monde des moins de 23 ans de Kandersteg, terminant 6e du dix kilomètres puis remportant la médaille d'argent du skiathlon. Lors de cette même saison de folie, il est sélectionné pour disputer les Jeux olympiques de 2018 de Pyeongchang. Il est présent lors du skiathlon où il finit à la 15e place. Lors de la course, il tombe peu après le départ, et subit une première partie de course compliqué avant de revenir fort en skating.
Sa saison 2018-2019 est tout autant prometteuse que la précédente, lors du Tour de ski 2018-2019, il réalise sa meilleure performance dans l'élite avec la 14e place finale, après avoir enregistré le quatrième temps lors de la dernière étape, la montée sur l'Alpe Cermis.
En janvier 2019, il participe aux championnats du monde des moins de 23 ans à Lahti, où il remporte le 15 kilomètres libre. Il prend ensuite part à ses premiers Championnats du monde sénior à Seefeld, où il termine 18e du skiathlon.
L'année 2019-2020, est bien plus compliqué, victime de blessures et incapable de s'entrainer, Jules Lapierre réalise une saison blanche.
De retour en forme en 2021, Lapierre marque de nouveau des points en Coupe du monde l'hiver suivant et est sélectionné pour ses deuxièmes championnats du monde, à Oberstdorf, où après une 16e place au skiathlon, il est intégré dans le relais français et remporte une médaille de bronze avec ses coéquipiers Hugo Lapalus, Clément Parisse et Maurice Manificat. En fin de saison sur la coupe du monde d'Engadine, il réalise le 3e temps de la poursuite synonyme de premiers podium en Coupe du Monde.
Toujours gêné par des problèmes de santé, sa saison 2021-2022 s’avère très décevante avec quelques coupes du monde seulement, il est cependant sélectionné aux Jeux olympiques d'hiver de Beijing où il viendra réaliser ses deux plus belles courses de la saison, 14e du skiathlon et 15e du 50km skate.
Sa saison 2022-2023 se déroule magnifiquement bien, Jules s’avère très performant dès le début de saison en coupe du monde. Lors du Tour de Ski il va venir prendre la 3e place de la mythique montée de l'Alpe Cermis, signant ainsi son premier podium officiel et lui permettant de prendre la 10e place au général. Le Chartrousin signera également une magnifique 5e place à la coupe du monde aux Les Rousses devant le public français. Il participe ensuite aux Championnats du Monde de Planica, où il va venir prendre la 8e place du skiathlon et la malheureuse 4e place du relais en compagnie de Richard Jouve, Hugo Lapalus et Clément Parisse.
En 2023-2024, Jules réalise un départ de saison poussif, avant de réaliser un très beau Tour de Ski où il viendra réaliser sa première victoire en coupe du monde lors de l'étape finale de l'Alpe Cermis, entrant ainsi dans le très prestigieux cercles des vainqueurs français en Coupe du Monde, et lui permettant de réaliser une 9e place au général du Tour de Ski.

## Palmarès

### Jeux olympiques d'hiver
| Épreuve / Édition   | Sprint                           | Sprint    | 15 km | 15 km                            | Skiathlon 2 × 15 km | 50 km | Relais | Relais    |
| Épreuve / Édition   | libre                            | classique | libre | classique                        | Skiathlon 2 × 15 km | 50 km | Sprint | 4 × 10 km |
| JO 2018 Pyeongchang | Épreuve inexistante à cette date | —         | —     | Épreuve inexistante à cette date | 15e                 |       |        |           |
| JO 2022 Beijing     | Épreuve inexistante à cette date | —         | —     | —                                | 14e                 | 15e   |        |           |

Légende :
- : pas d'épreuve
- — : Non disputée par Lapierre

### Championnats du monde
| Épreuve / Édition        | Sprint                           | Sprint                           | 15 km                            | 15 km                            | Skiathlon 2 × 15 km | 50 km | Relais | Relais                    |
| Épreuve / Édition        | libre                            | classique                        | libre                            | classique                        | Skiathlon 2 × 15 km | 50 km | Sprint | 4 × 10 km                 |
| Mondiaux 2019 Seefeld    | -                                | Épreuve inexistante à cette date | Épreuve inexistante à cette date | 24e                              | 18e                 | -     | -      | -                         |
| Mondiaux 2021 Oberstdorf | Épreuve inexistante à cette date | -                                | -                                | Épreuve inexistante à cette date | 16e                 | -     | -      | Médaille de bronze, monde |
| Mondiaux 2023 Planica    | Épreuve inexistante à cette date | -                                | -                                | 16e                              | 8e                  | -     | -      | 4e                        |

Légende :
- : première place, médaille d'or
- : deuxième place, médaille d'argent
- : troisième place, médaille de bronze
- : pas d'épreuve
- — : Non disputée par le fondeur

### Coupe du monde
- Meilleur classement général : 36e en 2019.
- 1 podium : 1 troisième place
- 2 podiums d'étape : 1 victoire et 1 troisième place sur le Tour de Ski.

#### Classements détaillés
| Saison / Épreuve | Général | Général | Distance | Distance | Sprint | Sprint | Tour de ski depuis 2007 | Finales depuis 2008 | Nordic Opening depuis 2011 |
| ---------------- | ------- | ------- | -------- | -------- | ------ | ------ | ----------------------- | ------------------- | -------------------------- |
| Saison / Épreuve | Place   | Points  | Place    | Points   | Place  | Points | Tour de ski depuis 2007 | Finales depuis 2008 | Nordic Opening depuis 2011 |
| 2018             | 126e    | 12      | 83e      | 12       | -      | -      | Abandon                 | —                   | —                          |
| 2019             | 36e     | 198     | 32e      | 108      | -      | -      | 14e                     | 31e                 | 22e                        |
| 2021             | 44e     | 123     | 36e      | 79       | -      | -      | 20e                     | -                   | -                          |

### Championnats du monde junior etmoins de 23 ans
| Épreuve / Édition           | Sprint                           | Sprint                           | 10 km                            | 10 km                            | 15 km (libre)                    | Skiathlon 2 × 10 km              | Relais                    |
| Épreuve / Édition           | libre                            | classique                        | libre                            | classique                        | 15 km (libre)                    | Skiathlon 2 × 10 km              | Relais                    |
| Mondiaux 2014 Val di Fiemme | Épreuve inexistante à cette date |                                  | Épreuve inexistante à cette date | 4e                               | Épreuve inexistante à cette date | 14e                              | Médaille d'argent, monde  |
| Mondiaux 2015 Almaty        | Épreuve inexistante à cette date |                                  | 10e                              | Épreuve inexistante à cette date | Épreuve inexistante à cette date | 7e                               | Médaille d'argent, monde  |
| Mondiaux 2016 Râșnov        | 10e                              | Épreuve inexistante à cette date | Épreuve inexistante à cette date | 21e                              | 25e                              | Épreuve inexistante à cette date | Médaille de bronze, monde |

| Épreuve / Édition            | Sprint                           | Sprint                           | 15 km                            | 15 km                            | 30 km mass-start                 | Skiathlon                        |
| Épreuve / Édition            | libre                            | classique                        | libre                            | classique                        | 30 km mass-start                 | Skiathlon                        |
| Mondiaux 2017 Soldier Hollow | Épreuve inexistante à cette date |                                  | 7e                               | Épreuve inexistante à cette date | Épreuve inexistante à cette date | 4e                               |
| Mondiaux 2018 Goms           |                                  | Épreuve inexistante à cette date | Épreuve inexistante à cette date | 11e                              | Épreuve inexistante à cette date | Médaille d'argent, monde         |
| Mondiaux 2019 Lahti          | Épreuve inexistante à cette date |                                  | Médaille d'or, monde             | Épreuve inexistante à cette date | 10e                              | Épreuve inexistante à cette date |

### Coupe OPA
- 4e du classement général en 2017.
- 4 podiums.

### Championnats de France
Champion de France Elite :
- Relais : 2014 - 2016